# Phlebodium elegans
Phlebodium elegans là một loài dương xỉ trong họ Polypodiaceae. Loài này được ht.de Smet-Duvivier, Gard. mô tả khoa học đầu tiên năm 1903.
Danh pháp khoa học của loài này chưa được làm sáng tỏ. 